# Henri Karayan
Henri Karayan (en arménien Յարութիւն Քարայեան), né le 3 mai 1921 à Constantinople (Turquie) et mort le 2 novembre 2011 à Goussonville, est un résistant français d'origine arménienne, membre des FTP-MOI dirigé par Missak Manouchian.

## Biographie

### Enfance
Henri Karayan est né en 1921 à Constantinople, d'une famille arménienne victime du génocide arménien,. Il arrive en France à l'âge d'un an et demi. Sa famille s'installe à Décines, près de Lyon. Henri Karayan s'implique dans la vie culturelle et associative de la communauté arménienne lyonnaise. Il raconte ainsi, dans un entretien donné au journal L'Humanité en 2000, avoir participé à la création d'une troupe théâtrale, d'une chorale, d'une équipe de football ou encore d'avoir organisé la projection du premier film arménien : Bebo.
Son père Guiragos est en 1921 secrétaire de la section de Décines de la Section française du Comité de secours pour l'Arménie (HOG), une association qui a pour objectif de venir en aide à l'Arménie soviétique isolée alors par le blocus des armées alliées. En 1937, le comité est dissous. Missak Manouchian, militant communiste depuis 1934, met en place une nouvelle structure sous le nom d'Union populaire franco-arménienne et fait la tournée des communautés arméniennes en France. Henri Karayan, âgé de 17 ans et alors malade et alité depuis des mois, le rencontre lorsqu'il rend visite à son père, au domicile familial de Décines. Missak Manouchian passe l'après-midi à son chevet.

### Dans la résistance

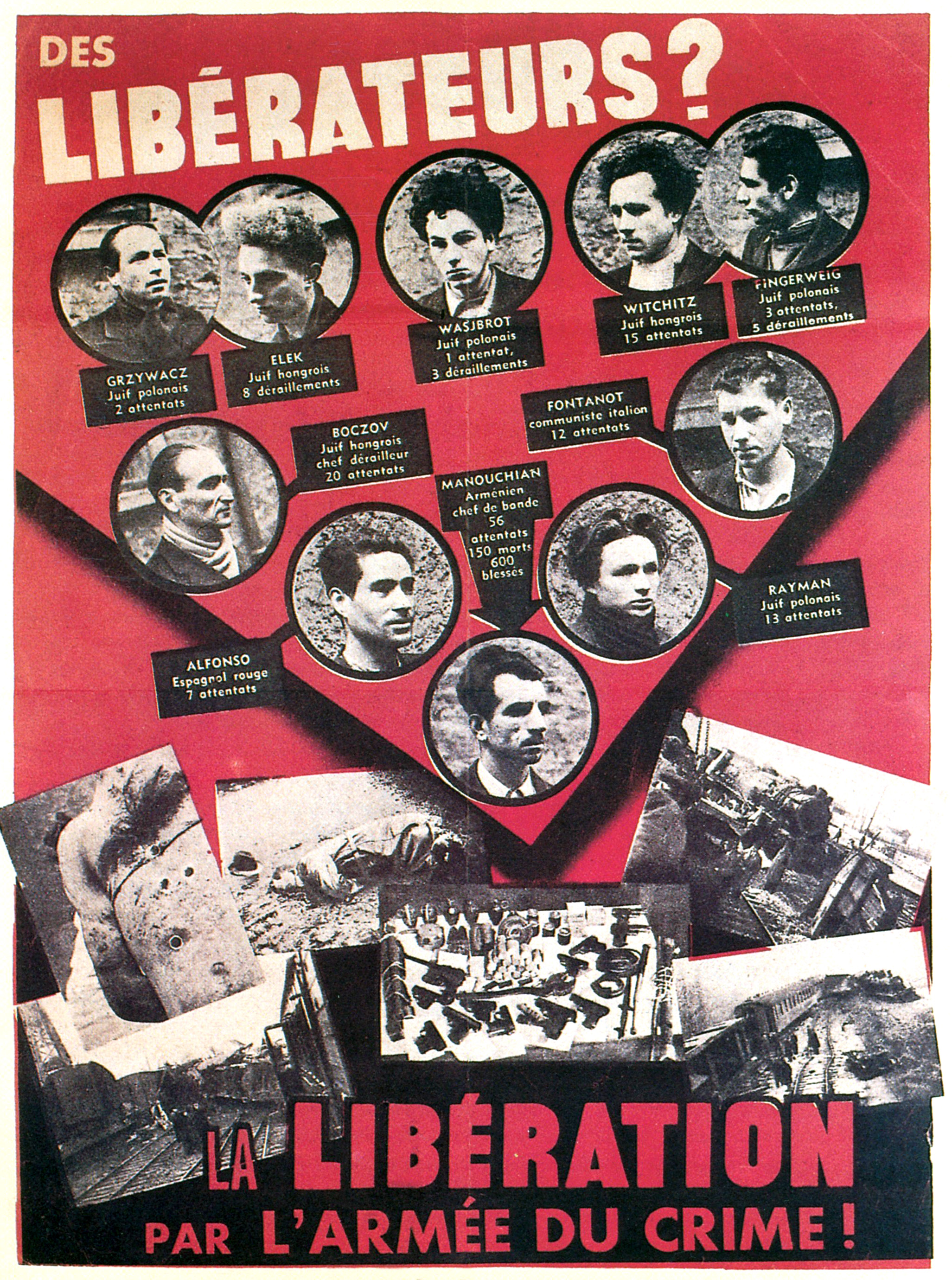
L'Affiche rouge.

En mai 1940, Henri Karayan est incarcéré à la prison Saint-Paul de Lyon comme « individu douteux » et de là envoyé au camp de Loriol (Drôme), puis à celui du Vernet (Ariège), avant d’être livré aux Allemands pour travailler dans la Ruhr, avec son père Guiragos et Diran Vosguiritchian. Il y retrouve un communiste juif, Leo Kneler, ancien des Brigades internationales et dont il avait fait connaissance dans le camp de Vernet. Ils parviennent ensemble à s'évader et, en mars 1942, rejoignent Paris. Henri Karayan reprend contact avec Missak Manouchian et lui présente son compagnon de route. Ses premières actions de résistant sont des distributions clandestines de tracts ou de L'Humanité. Parallèlement, il se fait embaucher à l’usine de Satory puis comme coiffeur à l’hôpital de la Pitié.
En janvier 1943 (il explique dans une interview rejoindre le groupe de Missak Manouchian en mars 1942), il rejoint le groupe de jeunes FTP-MOI (Francs-tireurs et partisans – main d'œuvre immigrée) sous le commandement de Manouchian et participe à six opérations armées. Selon Boris Holban, il participe à l’attaque d’un camion allemand à Vanves en juin 1943. Sous le pseudonyme de Louis, il reçoit le matricule 10308 et est rattaché au 1er détachement. Responsable de la troisième équipe du groupe, il avait coutume de dire : « Moi, je ne tuais pas des civils, je ne tuais pas des Allemands, je tuais des nazis en uniforme ». Il échappe de justesse (comme son camarade Arsène Tchakarian) à la traque de la BS2 qui mena au peloton d'exécution 23 membres du groupe le 21 février 1944 au Mont Valérien. Il se cache pendant plusieurs mois au sein de familles arméniennes, avant de fuir dans le Loiret et de trouver refuge dans la petite communauté arménienne de Châlette-sur-Loing. Il y rejoint la résistance du Loiret, puis devient officier interprète.

### Après la guerre
Après la guerre, Henri Karayan se marie et exerce le métier de journaliste, puis de commerçant.
Il est l'un des fondateurs et principaux animateurs de la Jeunesse arménienne de France (JAF), organisation culturelle pro-soviétique de jeunesse arménienne issue des rangs de la Résistance, officiellement fondée à Paris le 14 juillet 1945. Il s’installe à Issy-les-Moulineaux où il se lie d’amitié avec Guy Ducoloné, ancien résistant et déporté, militant responsable à l’UJRF et futur élu des Hauts-de-Seine, investi auprès de la communauté arménienne. Joueur de football depuis son enfance à Décines, Henri Karayan anime également pendant un temps une union sportive arménienne à Issy-les-Moulineaux où il tient également un commerce.
Après avoir pris sa retraite, il se consacre à transmettre la mémoire des FTP-MOI et est régulièrement sollicité dans les collèges et lycées pour livrer son témoignage, à l’instar de son camarade Arsène Tchakarian.
Il aide Robert Guédiguian pour son film L'Armée du crime sorti en 2009,.
Il meurt à Paris le 2 novembre 2011,. Il est inhumé à Issy-les-Moulineaux où, selon ses volontés, André Santini, le député maire de la ville, prononce son éloge funèbre.

## Décoration
- Chevalier de la Légion d'honneur en 2005[9].

## Filmographie
- Henri Karayan intervient dans le documentaire Faire quelque chose (2013) réalisé par Vincent Goubet[10] (documentaire disponible en DVD aux éditions Les Mutins de la Pangée[11]).